# Bertil Göransson
Bertil Edvard Göransson, švedski veslač, * 9. februar 1919, Limhamn, † 10. april 2004, Vårgårda.
Göransson je nastopil na Poletnih olimpijskih igrah 1956, kjer je bil krmar v četvercu s krmarjem, ki je osvojil srebrno medaljo; švedski osmerec, v katerem je bil tudi krmar, pa je osvojil četrto mesto.